# 가스야 신고로
가스야 신고로(일본어: 粕谷新五郎, 1820년 9월 22일 ~ 1864년 7월 9일)는 미부로시구미의 대원이다.
분세이 3년(1820년) 8월 16일, 가스야 주베(粕谷忠兵衛)의 아들로 미토번에서 태어났다. 안세이 5년(1858년), 고메이 천황으로부터 은밀히 하사받은 무오 밀칙의 반환에 반대하여 가문을 장남 신노스케(親之助)에게 물려주고 탈번(脫藩)하였다. 만엔 원년(1860년), 가스야와 가가와 게이조 등 37명은 사쓰마번에 존왕양이의 실행을 호소하였고, 이로 인해 에도의 미토 번 저택에 유폐되었다. 분큐 2년(1862년)에 방면된 가스야는 이듬해 로시구미에 참가하였다. 그러나 같은 해 3월 로시구미의 에도 복귀가 결정되자, 곤도 이사미, 세리자와 가모 등과 함께 교토에 잔류하여 미부로시구미에 참가했다. 하지만 그는 곧 미부로시구미를 탈퇴하고 고향으로 돌아갔다. 겐지 원년(1864년) 덴구 당의 난에 참가하여 고즈케에서 헌금활동에 분주하였으나, 도치기 숙(宿)에서 막부군의 공격을 받아, 시모쓰케 호지 사(持宝寺)에서 자결하였다.